# باري سوتون
باري سوتون (بالإنجليزية: Barry Sutton)‏ هو عازف قيثارة ومغن مؤلف بريطاني، ولد في 1965.